# 北緑丘
北緑丘（きたみどりがおか）は、大阪府豊中市の町丁の一つ。現行行政地名は北緑丘一丁目から北緑丘三丁目。郵便番号は560-0001。住居表示は北緑丘一丁目の一部は未実施、他地域は実施済み地域。

## 地理
北は箕面市牧落ならびに箕面市稲に、西は永楽荘、春日町ならびに向丘に、南は西緑丘ならびに緑丘に、東は箕面市稲、箕面市船場西ならびに新千里北町とそれぞれ接する。

## 歴史
- 1976年（昭和51年）- 大字野畑の一部より北緑丘一丁目～二丁目が成立。
- 1983年（昭和58年）- 北緑丘三丁目が成立。

## 校区
2024年（令和6年）5月現在、市立の小中学校に通う場合、校区は以下の通り。
| 町丁           | 小学校       | 中学校       |
| -------------- | ------------ | ------------ |
| 北緑丘（全域） | 北緑丘小学校 | 第十四中学校 |

## 世帯数・人口
2025年（令和7年）6月1日現在の丁目別人口は以下の通り。
| 町丁         | 世帯数    | 人口    |
| ------------ | --------- | ------- |
| 北緑丘一丁目 | 998世帯   | 1,856人 |
| 北緑丘二丁目 | 1,629世帯 | 3,387人 |
| 北緑丘三丁目 | 467世帯   | 1,022人 |

## 交通
千里中央駅、豊中駅方面に向かう阪急バスの路線が乗り入れる。なお、町域には鉄道は通っていない。最寄り駅は牧落駅、箕面船場阪大前駅、または千里中央駅。

### 阪急バス
- 北緑丘団地停留所
- 北緑丘停留所
- 北緑丘小学校前停留所

## 主な施設
町域周辺には教育機関が多く立地する。

### 教育機関
- 大阪府立豊島高等学校（箕面市にまたがる）
- 豊中市立北緑丘小学校
- 豊中市立第十四中学校
- 大阪府立豊中支援学校

### その他
- 北緑丘団地
- まるとく市場北緑丘店